# Dangeardiella
Dangeardiella — рід грибів. Назва вперше опублікована 1899 року.

## Класифікація
До роду Dangeardiella відносять 3 види:
- Dangeardiella aspidii
- Dangeardiella fusiformis
- Dangeardiella macrospora